# Roma Jusienė
Roma Jusienė (* 14. Juni 1971) ist eine litauische Psychologin,  und Professorin der Universität Vilnius.

## Leben
Nach dem Abitur  an der Mittelschule   studierte und absolvierte Roma Jusienė 1993 das Bachelorstudium der Psychologie, 1995 das Masterstudium der klinischen Psychologie, 2007 die Weiterbildung Individuelle psychodynamische Psychotherapie und 2002 promovierte zum Thema „Psychische Anpassung   von unter Phenylketonurie kranken Kindern mit angeborener Hypothyreose und deren Eltern“ (Fenilketonurija ir įgimta hipotiroze sergančių vaikų ir jų tėvų psichologinis prisitaikymas)  an der Vilniaus universitetas in Vilnius. Sie lehrt er an der Vilniaus universitetas als Professorin. 2004–2007 lehrte sie an der Mykolo Romerio universitetas und 2002–2003 an der Vilniaus universiteto Tarptautinio verslo mokykla (jetzt VU BS). 1995–2004 arbeitete sie  am Medizingenetik-Zentrum von Vilniaus universitetinė ligoninė „Santariškių klinikos“.
Ihre Forschungsgebiete sind frühzeitige selbstregulatorische Entwicklung, geistige und körperliche Gesundheit von Säuglingen und Kleinkindern, Einschätzung von emotionalen und verhaltensbedingten Schwierigkeiten, Gesundheitspsychologie, Schlafpsychologie.  Sie unterrichtet Kurse:  Zeitgenössische Gesundheitspsychologie: Theorie und Praxis' Kinder-Entwicklungspsychologie und Psychopathologie, Familienpsychologie, Psychologische Beurteilung einer Person; Zeitgenössische Psychotherapie; Berufspraxis.